# Lisa Rose
Lisa Rose (geboren als Lisa Rose Post; Amsterdam, 7 juni 2001) is een Nederlands-Franse zangeres en songwriter. Ze mixt klassieke Franse chanson en moderne pop, vaak met tweetalige teksten in het Frans en Nederlands.

## Biografie
Lisa Rose Post werd geboren in Amsterdam als dochter van een Franse moeder en een Nederlandse vader. Ze groeide tweetalig op en heeft een sterke band met haar familie in Frankrijk. Vanaf jonge leeftijd werd ze geïnspireerd door artiesten als Céline Dion, Édith Piaf, Charles Aznavour, Stromae, Patricia Kaas en Lara Fabian, die haar muzikale stijl mede vormgaven.
In 2020 deed Lisa Rose mee aan het elfde seizoen van The Voice of Holland, waar ze een Franse hertaling van "Always Remember Us This Way" van Lady Gaga bracht. Later was ze te zien in het eerste seizoen van The Talent Scouts, waarin ze een hertaling van "Nobody's Wife" zong.
In 2023 begon ze haar studie aan de Wisseloord Academy, waar ze haar eigen stijl volledig vormgaf: een combinatie van klassiek chanson en Frans-Nederlandse pop. De stijlen beïnvloeden elkaar, maar ze maakt in beide genres muziek.

## Carrière
In juni 2024 bracht Lisa Rose haar debuutsingle Souvenir uit, een Franstalig nummer dat geschreven werd voor de Nederlandse bioscoopfilm De mooiste dag, met acteurs zoals Katja Schuurman en Frank Lammers.
Op 27 september 2024 volgde de single Où es-tu, een tweetalig nummer over eenzaamheid, onbeantwoorde liefde en verloren hoop. Dit nummer werd live vertolkt in het programma De Week van Gelderland.
Begin 2025 bracht ze Merci uit, een Frans-Nederlands popnummer over dankbaarheid en liefde voor haar naasten. Deze single kreeg aandacht van diverse radiostations, waaronder Radio 5, waar ze te gast was in het programma Lunch Lekker met Daniel Dekker. Ook werd Merci opgenomen in de Spotify-playlist Je Moerstaal.
In februari 2025 ging haar Franse hertaling van Terug in de tijd, genaamd Dans le temps, viraal op TikTok. De TikTok-video's samen hebben meer dan één miljoen views verzameld. Binnen een week had ze het nummer opgenomen en uitgebracht, waarna ze het live mocht vertolken bij onder meer Radio Veronica, het RTL 4-programma Beau, en regionale omroepen in Flevoland en Gelderland.
Op 30 mei 2025 bracht Lisa Rose samen met Toby de Leeuw, zoon van Paul de Leeuw, het tweetalige popduet Secret uit. Het nummer beschrijft het verhaal van een geheime liefde. Het nummer kreeg media-aandacht via onder andere RTL Boulevard en de podcast De Leeuw Brult Verder van Omroep MAX. Het nummer werd eveneens opgenomen in de Spotify-playlist Je Moerstaal en live uitgevoerd tijdens het programma De Oranjezomer op SBS6.

## Discografie

### Singles
- Souvenir (13 juni 2024)
- Où es-tu (27 september 2024)
- Merci (17 januari 2025)
- Dans le temps (20 februari 2025)
- Secret (30 mei 2025) (met Toby de Leeuw)